# Der erste Tag der Großen Fasten

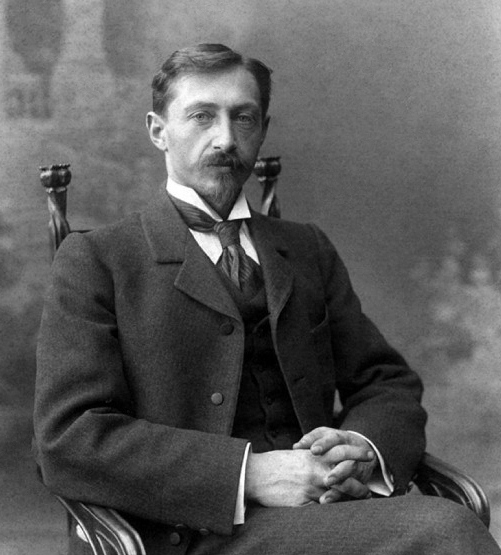
Iwan Bunin im Jahr 1901 auf einem Foto von Maxim Dmitrijew

Der erste Tag der Großen Fasten (russisch Чистый понедельник, Tschisty ponedelnik = Kathara Deftera) ist eine Kurzgeschichte des russischen Nobelpreisträgers für Literatur Iwan Bunin, die am 12. Mai 1944 vollendet wurde und im Oktoberheft 1945 der New Yorker Ausgabe der russischen Zeitschrift Nowy schurnal erschien.
Spätwinter 1913 in Moskau: Der Ich-Erzähler aus dem Gouvernement Pensa und das Fräulein – wie die Protagonistin ein einziges Mal vom Erzähler angesprochen wird – sind gesund, jung, gutaussehend und reicher Leute Kinder. Der Vater des Fräuleins, ein verwitweter Kaufmann, wohnt in Twer. Die beiden jungen Leute hatten sich während eines öffentlichen Vortrags, den Andrej Bely weitgehend singend und tanzend zelebriert hatte, kennengelernt. Gemeinsam besuchen sie ein Schaljapin-Konzert. Sie kann den forschen Bass nicht ertragen und verlässt den Saal vorzeitig.
Zum Bedauern des Erzählers fühlt das Fräulein sich nicht zur Ehefrau geschaffen. An einem Sonntag, genauer, am letzten Tag der Butterwoche, also einen Tag vor dem Großen Fasten, fahren beide nachmittags ins Neujungfrauenkloster. Beide besichtigen dies und das. Sie ist verwundert, wie sie von ihm geliebt wird. Während einer anschließenden Friedhofsbesichtigung lehnt sie das Gesamterscheinungsbild von Tschechows Grabstätte ab. Zuletzt begeben sich beide  auf die Suche nach Gribojedows Wohnhaus ins Ordynkaviertel in der gleichnamigen Gasse.
Am nächsten Tag, dem titelgebenden Fasten-Montag, besucht das Pärchen einen bunten Abend im Künstlertheater und begegnet dort Katschalow sowie Sulerschizki. Mitten in der Nacht begleitet der Erzähler das Fräulein nach Hause und darf zum ersten Mal bis zum Morgen bei ihr bleiben. Nach der Liebesnacht verabschiedet sie ihn. Sie reise zu ihrem Vater und teile dem Geliebten ihre Zukunftspläne brieflich mit. Das Schreiben vierzehn Tage darauf ernüchtert ihn. Sie will den Schleier nehmen.
An Silvester 1914, jener unvergessene erste Tag der Großen Fasten wird sich bald zum zweiten Mal jähren, ist es dem Erzähler so, als schaute ihn eine Nonne mit den Augen der Geliebten an. Er hatte im Ordynkaviertel das Martha-und-Maria-Kloster betreten. Im Gefolge des Großfürsten Mitri Palytsch und der Großfürstin Elsawet Fjodorowna war die Nonne inmitten einer Schar Ihresgleichen einhergeschritten.

## Deutschsprachige Ausgaben
Verwendete Ausgabe
- Der erste Tag der Großen Fasten. Deutsch von Erich Ahrndt. S. 527–544 in: Karlheinz Kasper (Hrsg.): Iwan Bunin: Dunkle Alleen. Erzählungen 1920–1953. 580 Seiten. Aufbau-Verlag, Berlin 1985